# Morter (construcció)

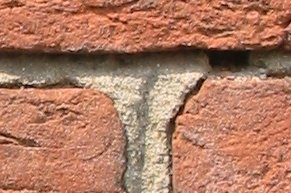
Morter entre maons, unint-los

Morter en la construcció és una mescla de ciment (o calç), aigua i àrids fins (sorra) que serveix per a unir els maons o altres materials de construcció.
Abans de la generalització del ciment s'utilitzava el morter de calç o de cendres volcàniques. Generalment, s'utilitzen per a obres de paleta, com a material d'unió, revestiment de parets, etc. El morter de ciment es torna dur quan guareix, el que resulta en una estructura rígida d'àrid; no obstant això, el morter funciona com un component més feble que els blocs de construcció i serveix com a element de sacrifici a la maçoneria, perquè el morter és més fàcil i menys costós de reparar que els blocs de construcció. Els paletes solen fer morters usant una barreja de sorra, un aglutinant (material) i aigua. L'aglutinant més comú des de principis del segle xx és el ciment Portland, però l'aglutinant antic morter de calç encara s'usa en algunes construccions noves especialitzades. La calç, el morter de calç i el guix en forma de guix de París s'utilitzen particularment en la reparació i rejuntat d'edificis i estructures històriques, de manera que els materials de reparació seran similars en rendiment i aparença als materials originals. Hi ha diversos tipus de morters de ciment i additius.

## Història
Els primers morters eren fets amb fang o argila. A Mesopotàmia ja s'utilitzaven maons cuits i un morter de resina o altres materials com el betum (geologia) per a construir els ziggurats. La primera mostra que es coneix n'és del 2900 aC.
Els egipcis no l'empraven en la construcció dels grans edificis de pedra. No obstant això, com va observar Jacques-Joseph Champollion, entre els blocs calcaris del revestiment de les primeres piràmides (cap al 2600-2500 aC), els blocs calcaris s'unien amb una mena de morter de fang i argila, o argila i sorra. Es va utilitzar aquest morter, possiblement, per facilitar el seu lliscament i òptim ajust en col·locar les peces. Posteriorment els egipcis usaren guix (algeps) o calç.
Hi ha molts exemples que acrediten l'ús que els antics feien dels morter, de guix, de calç, de betums, etc. La necessitat hauria fet adaptar l'ús del morter i dels ciments a tots els pobles. La perfecció del morter o ciment dels antics ha passat als proverbis. Els grecs i els etruscs coneixien així mateix el seu ús. A Grècia, concretament a Mègara, cap al 500 aC, s'utilitzà com a morter el material volcànic anomenat pozzolana. Es parla d'un dipòsit d'aigua a Esparta construït amb còdols i argamassa, i les grutes sepulcrals de Tarquini estan enfangades amb un estuc pintat.
Segons Roman Ghirshman, la primera evidència d'humans usant una forma de morter va ser en el Mehrgarh de Balutxistan en el que avui és Pakistan, construït amb maons assecats al sol el 6500 a. C.
El morter de guix, també anomenat guix de París, es va utilitzar en la construcció de moltes estructures antigues. Està fet de guix, que requereix una temperatura de cocció més baixa. Per tant, és més fàcil de fer que el morter de calç i farga molt més ràpid, el que pot ser una raó per la qual es va fer servir com el morter típic en la construcció antiga d'arcs i voltes de maó. El morter de guix no és tan durador com altres morters en condicions humides.
En el subcontinent indi, s'han observat múltiples tipus de ciment en els llocs de la civilització de la vall de l'Indo, amb guix apareixent en llocs com la ciutat-assentament Mohenjo-daro, que data d'abans del 2600 a. C..
El ciment de guix que era "gris clar i contenia sorra, argila, traces de carbonat de calci i un alt percentatge de calç" es va usar en la construcció de pous, drenatges i als exteriors d'edificis de aspecte important". El morter bituminós també es va usar amb una freqüència més baixa, fins i tot en el Gran bany a Mohenjo-daro.
En les primeres piràmides egípcies, que es van construir durant el Regne Antic (~2600-2500 a. C.), els blocs de pedra calcària estaven units per un morter de fang i argila, o argila i sorra. A les piràmides egípcies posteriors, el morter estava fet de guix o calç. El morter de guix era essencialment una barreja de guix i sorra i era força tou.
Les construccions babilònies del segon mil·lenni AEC van usar calç o brea per a morter.
Històricament, la construcció amb formigó i morter va aparèixer a continuació a Grècia. L'excavació de l'aqüeducte subterrani de Megara va revelar que un reservori estava revestit amb un morter putzolànic de 12 mm de gruix. Aquest aqüeducte data de c. 500 a. C. El morter putzolànic és un morter amb calç, però està elaborat amb un additiu de cendra volcànica que li permet endurir-se sota l'aigua; per la qual cosa se'l coneix com a ciment hidràulic. Els grecs van obtenir la cendra volcànica de les illes gregues Thira i Nisiros, o de la llavors colònia grega de Dicaearchia (Pozzuoli) prop de Nàpols, Itàlia. Més tard, els romans van millorar l'ús i els mètodes per fer el que es va conèixer com a morter i ciment putzolànic triturat, introduint òxid d'alumini i diòxid de silici a la barreja. Aquest morter no era tan fort com el morter putzolànic, però, com que era més dens, resistia millor la penetració de l'aigua.
El morter hidràulic no estava disponible a l'antiga Xina, possiblement degut a la manca de cendra volcànica. Al voltant de l'any 500 EC, la sopa d'arròs enganxós es va barrejar amb cal apagada per fer un compost inorgànic-orgànic de morter d'arròs enganxós que tenia més força i resistència a l'aigua que el morter de calç.
No es comprèn com l'art de fer morters i ciments hidràulics, perfeccionat i d'ús tan estès tant per grecs com per romans, es va perdre després durant gairebé dos mil·lennis. Durant l'Edat Mitjana quan es construïen les catedrals gòtiques, l'únic ingredient actiu al morter era la calç. Atès que el morter de calç curat pot degradar-se pel contacte amb l'aigua, moltes estructures van patir al llarg dels segles per la pluja arrossegada pel vent.

## Barreja
La barreja de morters és diferent del barrejat de formigó o concret, ja que, com que no té un agregat gruixut, té una consistència. Es pot fer manualment, segons la quantitat dins d'una artesa amb un això o en una galleda (o cub) amb una cullera de paleta, o bé de manera mecànica en una formigonera o morterera.
| H                                         | Tipus            | Components         | Relació    | Usos                                                                                            |
| ----------------------------------------- | ---------------- | ------------------ | ---------- | ----------------------------------------------------------------------------------------------- |
| AH                                        | -                | ciment:aigua       | 10:2.5     | Lletat                                                                                          |
| AH                                        | Calcari          | calç:àrid          | 1:1        | Arrebossats, blanquejats o estucats.                                                            |
| AH                                        | Calcari          | calç:àrid          | 1:2        | Arrebossats                                                                                     |
| AH                                        | Calcari          | calç:àrid          | 1:3        | Maçoneria Simple. Murs de maó.                                                                  |
| AH                                        | Calcari          | calç:àrid          | 1:4        | Murs de maçoneria                                                                               |
| 1                                         | Guix             | guix:aigua         | 50 % aigua | Obres corrents                                                                                  |
| 1                                         | Guix             | guix:aigua         | 60 % aigua | Estucs                                                                                          |
| 1                                         | Guix             | guix:aigua         | 70 % aigua | Motlles                                                                                         |
| AH                                        | Mixt o bastard   | ciment: calç: àrid | 1:2:6      | Obres corrents                                                                                  |
| AH                                        | Mixt o bastard   | ciment: calç: àrid | 1:1:6      | Murs carregats, impermeables.                                                                   |
| AH                                        | Mixt o bastard   | ciment: calç: àrid | 1:1:8      | Murs poc carregats                                                                              |
| AH                                        | Mixt o bastard   | ciment: calç: àrid | 1:1:10     | Fonaments                                                                                       |
| AH                                        | Mixt o bastard   | ciment: calç: àrid | 1:1:12     | Arrebossats impermeables                                                                        |
| H                                         | Morter de ciment | ciment:àrid        | 1:1        | Morter molt ric per a impermeabilitzacions. Farcits.                                            |
| H                                         | Morter de ciment | ciment:àrid        | 1:2        | Per impermeabilitzacions i mocadors de tancs subterranis                                        |
| H                                         | Morter de ciment | ciment:àrid        | 1:3        | Impermeabilitzacions menors. Pisos.                                                             |
| H                                         | Morter de ciment | ciment:àrid        | 1:4        | Enganxa per a maons en murs i rajols. Pañetes fins.                                             |
| H                                         | Morter de ciment | ciment:àrid        | 1:5        | Draps exteriors, pega per a maons i rajoles. Draps i maçoneria en general. Draps no gaire fins. |
| H                                         | Morter de ciment | ciment:àrid        | 1:6        | Draps interiors, pega per a maons i rajoles. Draps i maçoneria en general. Draps no gaire fins. |
| H                                         | Morter de ciment | ciment:àrid        | 1:8        | Murs sense càrrega                                                                              |
| H: hidràulic AH: Aeri o hidràulic A: Aeri |                  |                    |            |                                                                                                 |

## Tipus de morters
El full DIN 18550 conté relacions exactes per a la proporció de mescla.
Segons el tipus de conglomerant:
- Morters de calç: La velocitat de forjat es pot augmentar usant pedra calcària impura al forn, per formar una cal hidràulica que forjarà al contacte amb l'aigua. Tal cal emmagatzemar-se com una pols seca. Alternativament, es pot afegir a la barreja de morter un material putzolànic, com ara argila calcinada o pols de maó. L'addició d'un material putzolànic farà que el morter formi raonablement ràpid per reacció amb l'aigua. Seria problemàtic fer servir morters de ciment Portland per reparar edificis més antics construïts originalment amb morter de calç. El morter de calç és més tou que el morter de ciment, la qual cosa permet la maçoneria un cert grau de flexibilitat per adaptar-se als canvis de sòl o altres condicions canviants. El morter de ciment és més dur i permet poca flexibilitat. El contrast pot fer que el totxo s'esquerdi on els dos morters són presents en una sola paret.
- Morters de ciment pòrtland
- Morters de ciment d'aluminat de calci
- Morters bastards[21]
- Morter Justacken

Morters especials:
- Morters expansius (Grout)
- Morters refractaris
- Morters amb airejant
- Morters ignífugs
- Morters de ciment cola
- Morters aïllats de fins
- Morters alleugerits
- Morters no expansius
- Morters hidròfugs
- Morters acolorits
- Morters autonivellants

## Morter puzolànic
La puçolana és una cendra volcànica fina i sorrenca. Originalment va ser descobert i excavat a Pozzuoli, prop del Mont Vesubi a Itàlia, i posteriorment també va ser extret en altres llocs. Els romans van aprendre que la puçolana afegida al morter de calç permetia que la calç se solidifiqués relativament ràpid i fins i tot sota l'aigua. Vitruvi, l'arquitecte romà, va parlar de quatre tipus de putzolana. Es troba a totes les zones volcàniques d'Itàlia en diversos colors: negre, blanc, gris i vermell. Des de llavors, "putzolana" s'ha convertit en un terme genèric per a qualsevol additiu silici i/o aluminós de la calç apagada per crear ciment hidràulic.
Molit finament i barrejat amb calç, és un ciment hidràulic, com el ciment Portland, i forma un morter resistent que també forja sota l'aigua.